# Qui va à la chasse ?
Pour plus de détails, voir Fiche technique et Distribution.
Qui va à la chasse ? (Duck! Rabbit! Duck!) est un cartoon Merrie Melodies  sorti le 3 octobre 1953, réalisé par Chuck Jones et mettant en scène Bugs Bunny, Daffy Duck et Elmer Fudd. Il fait partie de la trilogie spécial chasse avec Chassé-croisé et Conflit de canard.

## Synopsis
Dans une forêt en plein hiver, Daffy enlève tous les panneaux de chasse au canard et s'en sert comme bois de chauffe. Elmer croise Daffy avec une pancarte de la chasse au lapin : il suit une ligne jaune qui mène au terrier de Bugs. Ce dernier se voit menacé par Elmer mais le lapin prétend être un « lapin fricassé », interdit à chasser sans permis. Daffy écrit une permission pour Elmer, mais Bugs lui fait écrire « saison du canard ». À chaque expression utilisant des animaux, Bugs sort un panneau indiquant la saison de la chasse de cet animal et Daffy se fait tirer dessus. Ce stratagème se répète trois fois. Le canard décide d'avoir un briefing avec Elmer : le chasseur tire sur un lapin en neige et rencontre Bugs déguisé en ange. Daffy, incrédule, se fait tirer dessus à deux reprises lorsque Bugs se déguise en canard (le bec de Daffy est plusieurs fois retourné ou démantibulé). Bugs, déguisé en garde forestier, finit par affirmer que c'est la saison du baseball et laisse Elmer tirer dans une balle de baseball qu'il lui a lancé. À la suite d'une question de Bugs Bunny, Daffy finit par révéler la véritable saison de chasse, et se fait alors instantanément massacrer par un groupe de chasseurs.